# Psilocerea carbo
Psilocerea carbo är en fjärilsart som beskrevs av Claude Herbulot 1970. Psilocerea carbo ingår i släktet Psilocerea och familjen mätare. Inga underarter finns listade.